# Maciej Szedybor Wolimuntowicz
Maciej Szedybor Wolimuntowicz, zwany też Wołłmontowiczem lub Wolimontowiczem, któremu na chrzcie nadano imię Maciej (zm. po 1431) – możnowładca litewski, syn Wolimunta, wnuk półlegendarnego Buszki.
Często posłował na polecenie Witolda, m.in. do wielkiego mistrza Krzyżaków i do Rzymu po koronę, także do inflanckiej gałęzi zakonu krzyżackiego. W Horodle w roku 1413 Wolimuntowicz był adoptowany do herbu Zadora. W 1418 był namiestnikiem kowieńskim, namiestnik wiłkomierski w latach 1412-1432.
Gniazdem jego rodu był Dziewałtów, położony kilka kilometrów od Wiłkomierza. W roku 1444 Szedybor Wolimuntowicz ufundował kościół parafialny w rodzinnym Dziewałtowie, do którego w latach 1462 i 1464 ufundował dwa dzwony. Poza tym jest o Szedyborze niewiele wzmianek historycznych. Nie znamy nawet przybliżonych dat ani jego urodzin, ani śmierci. Po śmierci Witolda, któremu nie zdążył przywieźć z Rzymu korony, związał się ze Świdrygiełłą, czym mocno naraził się Jagielle. Wprawdzie nie został za spiskowanie ukarany śmiercią, jak jego bracia Rumbold i Jawnuta, ale musiał wycofać się z życia politycznego – toteż zginął w niepamięci. Najpewniej zmarł bezpotomnie. Jednakże jeden z jego braci, Kieżgajło Wolimuntowicz, stał się protoplastą rodu, który to ród przeżył stosunkowo krótki okres potęgi i bogactwa.